# DMAIC方法
DMAIC方法是五個步骤（定义、测量、分析、改善及控制）的縮寫，是一個資料驅動的改善循環，可以用來改善、最佳化及穩定業務流程以及設計。DMAIC的五個步驟如下：
- D：(Define)定义问题，客户需求和项目目标等等。
- M：(Measure)测量当前流程的关键方面，收集相关资料。
- A：(Analyze)分析数据，寻求和检验原因和效果之间的关系，确定是什么关系，然后确保考虑到所有因素。通过调查，发现因为残疵的根本原因。
- I：(Improve)改善优化当前流程，根据分析数据，运用不同方法，例如实验设计、防误防错或错误校对，利用标准工作创建一个新的、未来的理想流程，建立规范运作流程能力（英语：Process capability）。
- C：(Control)控制改变未来流程，确保任何偏离目标的误差都可以改正。

DMAIC方法是六標準差方法中的核心工具之一，不過DMAIC方法不一定只能用在六標準差方法，也可以配合其他改善方法進行。

## 步驟

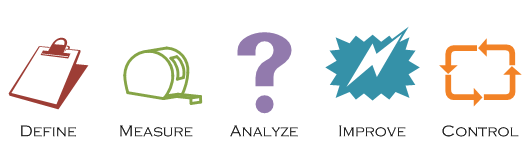
DMAIC的五個步驟

DMAIC是五個步驟的英文縮寫：Define（定義）、Measure（測量）、Analyze（分析）、Improve（改善）及Control（控制）。這五個步驟都是必要的，而且需要依照順序進行

### 定義
此步驟的目的是要清楚說明業務問題、目標、潛在資源、專案大小以及高階的專案時程。這些資訊一般會列在專案的開案文件中。需條列出已知道的事項，設法澄清事實，設定目標並且組成專案團隊。定義以下項目：
- 問題
- 客戶
- 顧客心聲（英语：Voice of the customer）（VOC）及品質關鍵要素（CTQ）— 最關鍵的流程輸出是什麼？

### 測量
此步驟的目的是客觀搜集現有的基線資訊，以做為改進的基礎。這是資料搜集的步驟，目的是為了建立流程績效的基線。测量階段的績效指標基線會和專案結案時的績效指標相比，以確認是否有顯著的改善。團隊要決定需量測的項目以及量測的方式，團隊可以在此階段投入一些心力來評估提出測量系統的適用性。好的資料是DMAIC方法的核心。

### 分析
此步驟的目的是識別、驗證並選擇要消除掉的根本原因。會利用根本原因分析（例如石川圖）的方式識別出大量可能的原因（流程輸入X），可以利用多人投票或是其他取得共識的工具，找到前三至四個潛在的根本原因，再去做後續驗證。過程中會建立資料搜集計劃，並且會搜集資料，來找到各根本要因和專案指標Y之間的相關貢獻。此程序會一直重複，直到識別到「有效」的根本原因為止。若是配合六個標準差，一般會使用複雜的分析工具。不過若簡單的工具即可滿足需求，多半也可以利用簡單的工具。可以針對部份或是所有的根本原因，進行以下處理：
- 列出問題的可能原因，並排出優先順序
- 找出要在 「改善」步驟優先處理的根本原因。
- 找出程序輸入（X）影響程序輸出（Y）的方式，需分析資料來了解每個根本原因（X）對程序輸出（Y）的影響程度。一般會配合p值的統計實驗、直方圖、帕累托图或是折線圖來進行。
- 可以製作詳細的程序圖來標示程序中根本原因出現的地方，以及哪些事物可以影響根本原因的出現與否。

### 改善
此步驟的目的是要找出針對問題的對策，並加以測試及實施，對策可能是局部的，也可能是整體性的，視情形而定。需設法找出針對根本原因，有創意的對策，目的是為了修正及預防流程的問題。可以使用腦力激盪、六顶思考帽子或隨機刺激等激發創意的方式。有些專案會用複雜的分析工具（例如實驗設計或是田口法），不過若是可行的話，仍要試著先看是否有一些顯而易見的對策。此一步驟的目的也可以只是找出對策，不設法去實施對策。一些注意事項如下：
- 有創意。
- 先專注在最簡單也最早找到的對策。
- 利用PDCA（規劃-執行-查核-行動）循環來測試對策。
- 針對PDCA的結果，試著用失效模式及影響分析（FMEA）來預防此對策伴隨出現，可以避免的風險。
- 建立具體的實施計劃
- 部署改善計劃

### 控制
此步驟的目的是維持改善的效果，需監改善的情形，確認持續性的有效。之後建立控制計劃。若有需要，更新文件、商業流程及訓練記錄。
在控制階段可以用管制圖來監控不同時間下的改善效果，也針對每個監控的內容訂定若不穩定時的應變計劃。

### 複製及感謝團隊
這項不在標準的DMAIC方法中，但在一些實務中有列入。思考如何在其他程序中複製此項變更。分享所學給組織內及組織內的成員。很重要的是提供團隊正面的支持，讓DMAIC方法的效果可以發揮到最大。
複製改善結果，分享成功以及感謝團隊成員有助於讓下一個DMAIC早些出現。

### 額外的步驟
有些組織中會在一開始增加認可（Recognize）步驟，是指確認要處理的問題是對的，因此所有步驟就變成RDMAIC。